# Elisabeth Grundmann

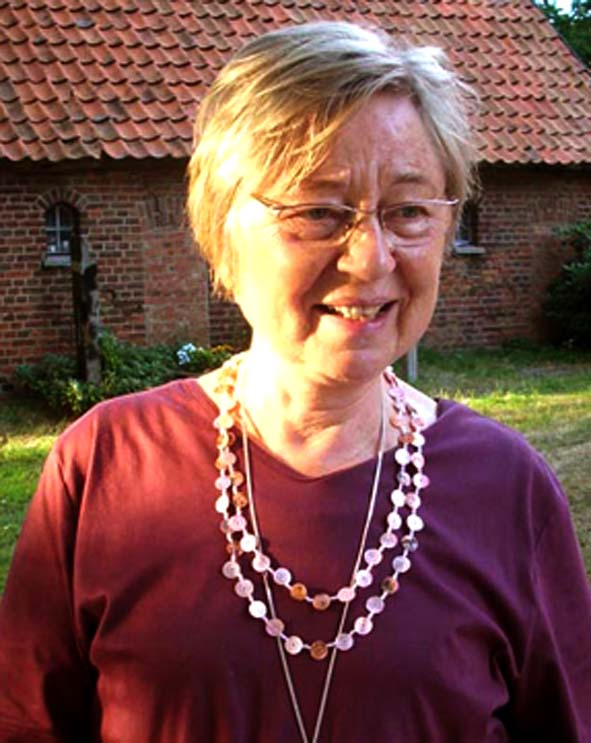
Elisabeth Grundmann, 2007

Elisabeth Grundmann (* 11. April 1941 in Osnabrück; † 20. Januar 2013 in Hamburg) war eine deutsche Hispanistin, Erwachsenenpädagogin und Migrationsforscherin.

## Leben
Grundmann studierte Romanistik/Hispanistik, Geschichte und Pädagogik an den Universitäten Heidelberg, Berlin, Aix-en-Provence und Kiel mit einem Magister-Abschluss 1966. Von 1967 bis 1970 organisierte sie für den Deutschen Volkshochschul-Verband als wissenschaftliche Mitarbeiterin am Instituto Centroamericano de Extension de la Cultura (ICECU) in Costa Rica die Entwicklung und Durchführung von Alphabetisierungsprogrammen für die ländliche Bevölkerung Zentralamerikas. Als Gutachterin war sie auch in den Folgejahren an verschiedenen, von der Bundesrepublik geförderten, Entwicklungsprojekten in Lateinamerika beteiligt; in einem Sonderforschungsbereich Lateinamerika an der Universität Hamburg war sie mit dem Arbeitsbereich Migrationsforschung betraut. Von 1977 bis 1989 wirkte sie als Ausländerreferentin in der Behörde für Schule, Jugend und Berufsbildung Hamburg, wo sie in den ersten Jahren ein von der Bundesregierung finanziertes Projekt zur Weiterbildung ausländischer Arbeitnehmer leitete. Zwischen 1983 und 1986 war sie als wissenschaftliche Mitarbeiterin an die Technische Universität Hamburg-Harburg abgeordnet, um die Supervision eines vom Bundesministerium für Familie, Senioren, Frauen und Jugend geförderten Stadtteilprojekts zur Integration ausländischer Frauen zu übernehmen. Nach einer Referententätigkeit für die Grüne Frauenfraktion 1990/91 in der Hamburger Bürgerschaft begann sie ein Studium des Städtebaus und der Stadtplanung an der TU Hamburg-Harburg, welches sie im Jahr 1997 mit dem Dipl.-Ing. abschloss. Die Jahre danach war sie freiberuflich im Bereich lokaler Ökonomie in der Stadtteilentwicklung tätig.
Grundmann war mit dem Historiker Claus-Dieter Krohn verheiratet.

## Schaffen
- 1979 Gründungs- und Aufbauarbeit im Hamburger Arbeitskreis Frauen in der Immigrantinnenarbeit
- 1986 Mitgründung der ersten deutsch-ausländischen Frauenbegegnungsstätte Hamburg
- 1996 Mitgründung einer Initiativgruppe Für einen Werkhof in Hamburg-Wilhelmsburg
- 1997 Beteiligung am Aufbau eines Netzwerks Existenzgründung von Migrantinnen

## Schriften (Auswahl)
- Seminar für Theorie und Praxis der Erwachsenenbildung in Costa Rica, in: Experimente und Veränderungen. Tendenzen der Erwachsenenbildung in Europa und Übersee. Hg. Helmuth Dolff u. Johannes Weinberg, Braunschweig: Westermann 1969, S. 138–147.
- Die Einführung des parlamentarischen Systems in Deutschland 1918, in: Aus Politik und Zeitgeschichte. Beilage zur Wochenzeitung Das Parlament, B 12/20. März 1971, S. 25–40 (zus. mit Claus-Dieter Krohn).
- Wissenschaftliche Bearbeitung der deutschen Übersetzung von Edgar Faure u. a.: Wie wir leben wollen. Der UNESCO-Bericht über Ziele und Zukunft unserer Erziehungsprogramme, Reinbek: Rowohlt 1973 (= rororo sachbuch 6835). ISBN 3-499-16835-9.
- Bevölkerungsentwicklung und Beschäftigung in Lateinamerika – ausgewählte neuere Literatur. Dt./Span. Hamburg: Institut für Iberoamerika-Kunde 1975 (= Dokumentationsdienst Lateinamerika, Reihe A, Serie A, Bd. 1), 226 S.
- Deutsche Sprache und soziale Information: Bericht über einen Bildungsurlaub mit ausländischen Arbeitern, in: Deutsch lernen. Zeitschrift für den Sprachunterricht mit ausländischen Arbeitnehmern, H. 3/1979 (zus. mit Traute Müller u. Inge Wilma). ISSN 0341-3675. S. 27–44.
- Nationalität und kulturelle Identität? Eine persönliche Suche nach Zusammenhängen, in: Widersprüche. Zeitschrift für sozialistische Politik im Bildungs-, Gesundheits- und Sozialbereich, H. 9/1983. ISBN 3-88534-027-5. S. 93–95.
- Modellprojekt Stadtteilarbeit mit ausländischen Frauen und Mädchen. [Frauentreff Wilhelmsburg e.V.]. Abschlussbericht und Handbuch. Stuttgart u. a.: Kohlhammer 1986 (= Schriftenreihe des Bundesministers für Jugend, Familie, Frauen und Gesundheit, Bd. 196), 190 + 88 S. (zus. mit Mediha Schuldt u. a.). ISBN 3-17-010103-X.
- Deutschland, Deine Menschen. Mit einem neuen Verständnis von Staat und Nation wäre viel gewonnen, in: pro familia magazin 18. Jg., H. 4/1990. ISSN 0175-2960. S. 1–3.
- Funktionsmischung als Nachbesserungsziel für eine Hamburger Großwohnsiedlung, in: Jahrbuch Stadterneuerung, Berlin, Bd. 5/1995. ISBN 3-7983-1647-3. S. 302–306.
- Lokale Migrantenökonomie, geschlechtsspezifisch, in: Jahrbuch Stadterneuerung, Berlin, Bd. 8/1998. ISBN 3-7983-1792-5. S. 325–336.
- Der Arbeitskreis: Einmaligkeit und Übertragbarkeit, in: Viktoria Flores Baeza, Maren Gag, Hg.: Mitstreiten – Mitentscheiden – Mitgestalten. Der Arbeitskreis Frauen in der Immigrantinnenarbeit, Neumünster: Paranus-Verlag. ISBN 3-926200-41-3. S. 209–217.
- Die Aufnahme politischer Flüchtlinge aus Chile in der Bundesrepublik Deutschland nach dem Militärputsch im September 1973, in: Fokus Exil 07/08. Aus der Arbeit der Weichmann-Stiftung, Hamburg. S. 109–115.